# ティウディミール
ティウディミール（ラテン語: Theodemir、生年不詳 - 474年頃）は5世紀のゴート人の指導者の一人。同時代に東ローマ帝国で活躍したゴート人の指導者ウァラメールやウィデメールらとともに「兄弟王」と呼ばれたが、三者の間に直接的な血縁があったかは不明である。子にテオドリックとティウディムントがいる。

## 生涯
ティウディミールは5世紀のゴート人の指導者の一人で、初めはフン族の王アッティラに従っていたと考えられるが、453年にアッティラが没した後に徐々にフン族の連合体から離脱し、遅くとも456年頃までには同じくゴート人の指導者だったウァラメールやウィデメールらとともに東ローマ帝国の皇帝マルキアヌスによって雇用された。
469年、パンノニアで着実に地位を固めつつあったゴート人に対し、フン族やサルマタイ人らの連合が戦争を仕掛けてきた。この戦いの背景にはコンスタンティノープルの宮廷における皇帝レオ1世とアラン人の将軍アスパルによる権力争いがあったものと考えられる。両陣営はパンノニアのボリア川で衝突したが、開戦の直前に指導者の一人ウァラメールが落馬して死亡するという不慮の出来事にもかかわらず、ボリア川での戦いはゴート人の勝利に終わった。この戦勝によってティウディミールは王として宣言され、レオ1世も力によるゴート人の排除を断念してゴート人の懐柔へと方針を転換させた。レオ1世は人質としてコンスタンティノープルに留め置いていたティウディミールの子のテオドリックを解放し、テオドリックを死んだウァラメールの後任としてスラヴォニアの守備隊へ配属した。
471年、ゴート人と結びつきの強かったアスパルがレオ1世とイサウリア人の族長ゼノンによって殺害された。アスパルが殺害されると、アスパルに仕えていたゴート人オストリュスがコンスタンティノープルで復讐の兵を挙げ、これにアスパルの姻戚だったトラキアのゴート人の指導者テオドリック・ストラボも呼応した。テオドリック・ストラボはゴート人の支持を集め、473年に「全ゴート人にたいする王」として推戴された。このときティウディミールの子のテオドリックは皇帝側に与することを選択したが、戦争によって衰弱した土地に困っていたティウディミールはゴート人を率いてテッサロニキを攻囲し、将校ヒラリアーノを威迫してティウディミールの率いるゴート人がキロスへ定住することを認めさせた。しかしティウディミールは同年または翌474年に、獲得したばかりのキロスで病没した。
ティウディミールはアリウス派だったが、彼の妻エレリエヴァは洗礼名をエウセビアというカトリック教徒だった。